# María Teresa Álvarez de Toledo y Haro
María Teresa Álvarez de Toledo y Haro (Madrid, 17 de desembre de 1691-22 de gener de 1755) va ser una noble espanyola, XI duquessa d'Alba de Tormes i cap de la Casa d'Alba.
Va néixer a Madrid el 17 de desembre de 1691, filla de Francisco Álvarez de Toledo y Silva, duc d'Alba, i de Catalina Méndez de Haro y Guzmán, marquesa del Carpio. El 9 de desembre de 1712, quan tenia 21 anys, es va casar a Barcelona amb Manuel de Silva y Haro, comte de Galve i membre de la Casa d'El Infantado. Al llarg del matrimoni van tenir tres fills, l'hereu i successor del títol, Fernando de Silva, María Teresa i Mariana.
A causa de la Guerra de Successió Espanyola, va marxar a l'exili amb la família, atès que tant ella com el seu marit van donar suport al candidat austríac, l'arxiduc Carles, i no van tornar fins a 1727. Després de la seva tornada, el 22 de març de 1739 va heretar els títols i estats de la Casa d'Alba, esdevenint la primera dona que va ostentar el títol de duquessa d'Alba per dret propi.
Va a Madrid morir el 22 de gener de 1755, als 63 anys.